# Marien-Dankes-Kirche Wartmannstetten

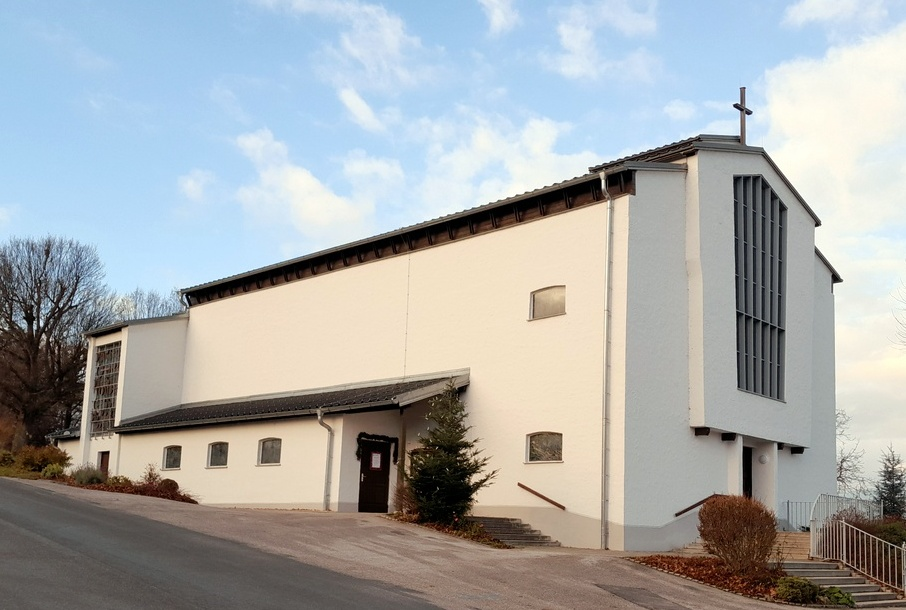
Marien-Dankes-Kirche

Die Marien-Dankes-Kirche Wartmannstetten ist eine römisch-katholische Filialkirche in der Marktgemeinde Wartmannstetten im Bezirk Neunkirchen in Niederösterreich.

## Geschichte
Die Filialkirche der Stadtpfarrkirche Mariä Himmelfahrt in Neunkirchen wurde nach dem Kirchenbauschema mit Langhaus, Chor, Turm und Seitenkapelle von 1958 bis 1959 nach den Plänen des Architekten Viktor Kraft erbaut.

## Architektur

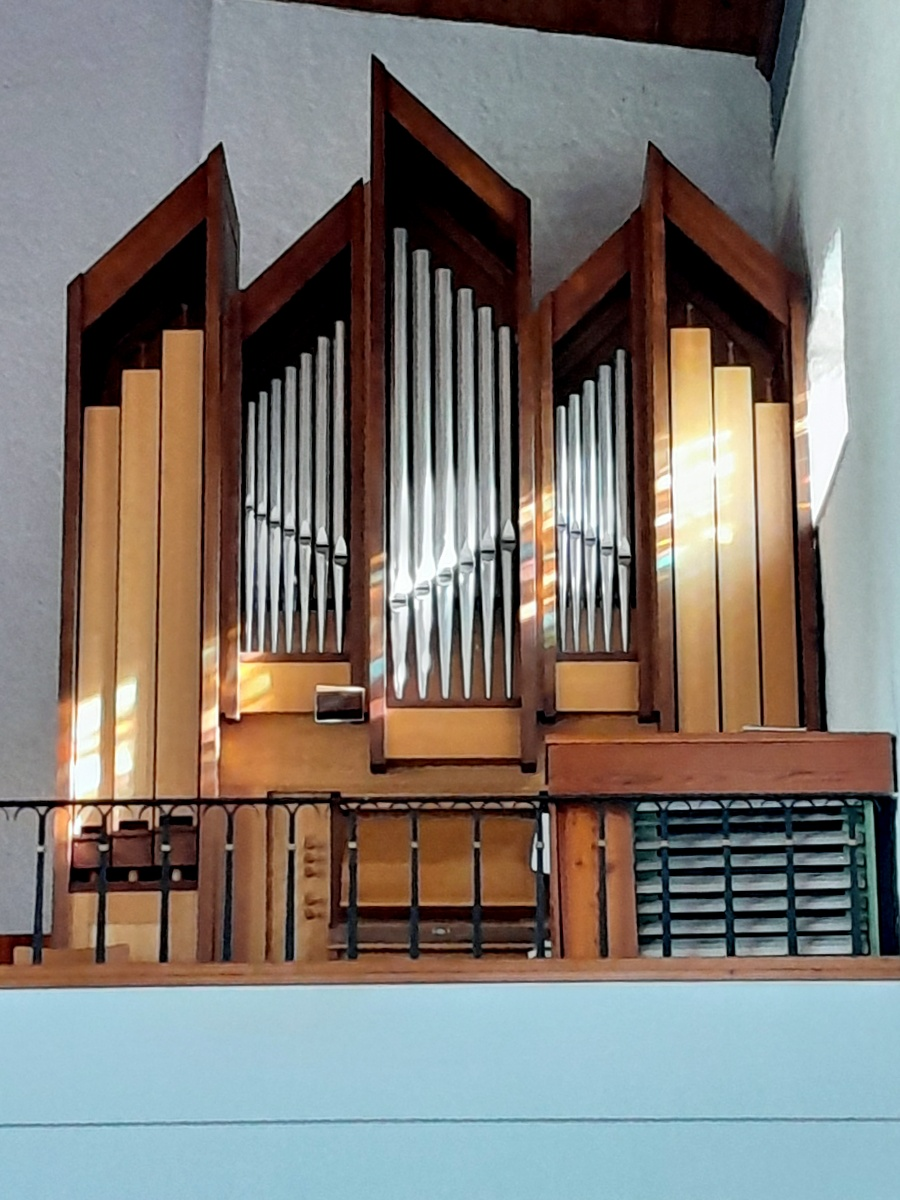
Skrabl-Orgel

Das Langhaus unter einem Satteldach hat linksseitig ein niedriges Seitenschiff mit quergestellten Fenstern und rechts ein großflächiges Fenster. Die Giebelseite hat ein rechteckiges Portal und darüber einen risalitartigen Vorsprung mit einem großen Fenster mit der Symbolik einer Orgel. Der seichte gerade schließende Chor hat links seitlich ein großes Fenster. Der rechts eingestellte Turm mit rechteckigen Schallfenstern und einem flachen Satteldach ist rechts eingestellt und schneidet im Bereich der Empore etwas ein.
Der Saalraum unter einer flachen Holzdecke hat links ein mit Rundsäulen abgegrenztes Seitenschiff mit einer Seitenkapelle. Hinter dem trapezartigen Triumphbogen mit gerundeten Ecken ist der querrechteckige Chor mit einer Holzdecke.
Die hintere Chorwand zeigt mit der Wandmalerei des Tränenreichen Rosenkranz. Die davorstehenden Madonna aus 1958 schuf die Bildhauerin Maria Plachy (1958). Die Glasmalerei mit Schutzmantelmadonna, die Heiligen Leopold, Elisabeth, Antonius, mit symbolischen Darstellungen Hände, Kreuz, Kirchenbau sowie den Kreuzweg schuf der Künstler Karl Steiner. Es gibt ein Leinwandbild „Geburt Christi“ aus der Mitte des 18. Jahrhunderts.

## Ausstattung
Die Orgel mit 9 Registern baute Anton Škrabl 1995.